# Élections législatives fidjiennes de juin 1871
Les premières élections législatives de l'histoire des Fidji se tiennent en juin et juillet 1871.

## Contexte et déroulement
Le grand chef autochtone Ratu Seru Epenisa Cakobau s'est déclaré premier Tui Viti (roi des Fidji) alors que ces îles attirent un nombre croissant de colons occidentaux. Début juin 1871, le roi met en place un gouvernement national et confie le poste de Premier ministre, créé pour l'occasion, à Sydney Burt. Dans le même temps, il convoque l'élection d'un « Conseil de délégués » pour ratifier le projet de Constitution du gouvernement.
Le Conseil de délégués sera composé de chefs autochtones siégeant de par leur rang, et d'un même nombre de représentants élus par les colons. Sa seule fonction sera d'approuver la Constitution instituant entre autres une Assemblée législative, de nouvelles élections devant ensuite avoir lieu pour celle-ci.

## Résultats
Les résultats des élections des représentants des colons sont les suivants :
| Ville ou région | Élu(s)                                   |
| --------------- | ---------------------------------------- |
| Ovalau          | capitaine Bateman                        |
| Ra              | W.R. Scott                               |
| Nadroga         | Robert Wilson Hamilton                   |
| Rewa basse      | Newmarsh                                 |
| Rewa haute      | G. Hennings, H. Eastgate et J.M. Haslett |
| Bua             | R.L. Holmes                              |
| Ba              | H. Kennedy, J. Berry                     |
| Levuka          | J.A. Manton, A. Levy et J.R. Ryley       |
| Lomaloma        | H. Levick, R.S. Swanston et H. Emberson  |
| Tova et Nananu  | lieutenant Andrews                       |
| Savusavu        | H.B. Smith et A.D. Lang                  |
| Dreketi         | R.J.W. Cave                              |
| Macuata         | James Stewart Butters                    |
| Koro            | R. Galloway                              |
| Navua           | Dr Brown                                 |
| Suva            | C.A. Egerstrom                           |

Parmi les chefs autochtones siégeant à ce Conseil se trouvent Ratu Timoci Tavanavanua, Ratu Savenaca Naulivou, Enele Ma'afu, ainsi qu'un Ratu Samson et un Ratu Semisi tous deux originaires de l'archipel des Lau. 

## Suites
Lors d'une première session le 1er août, J.S. Butters est élu président du Conseil. Il suspend la séance jusqu'au 9 août, certains membres n'étant pas encore arrivés. J.A. Manton, J.R. Ryley et R.W. Hamilton se constituent en opposition au gouvernement, tentant de freiner ou d'empêcher l'adoption de la Constitution, qui est néanmoins adoptée avec peu de modifications le 18 août et signée par le roi Cakobau. 
La Constitution, s'inspirant de celle du royaume d'Hawaï, établit une monarchie constitutionnelle dotée d'une Cour suprême de trois juges (dont un autochtone) et d'une Assemblée législative élue tous les trois ans par les sujets de sexe masculin, âgés de 21 ans ou plus et payant l'impôt - donc au suffrage censitaire masculin. De nouvelles élections sont convoquées, la nouvelle Assemblée législative devant siéger le 1er novembre. 